# Зубов, Юрий Сергеевич
Ю́рий Серге́евич Зу́бов (25 мая 1924, Пенза, Пензенская область, РСФСР, СССР — 14 июля 2006) — советский и российский библиограф, библиотековед, культуролог, педагог, Доктор педагогических наук (1988), Член МАИ (1993) и Академии гуманитарных наук (1995).

## Биография
Родился 25 мая 1924 года в Пензе. В 1942 году в связи с началом ВОВ был мобилизован в армию и в 1943 году направлен на фронт, на фронте совершил несколько подвигов, за что был награждён несколькими боевыми наградами, и прошёл всю войну. Один раз он был тяжело ранен в бою. В 1945 году он был демобилизован и в том же году поступил в Московский городской педагогический институт имени В. П. Потёмкина, который он окончил в 1948 году и в том же году поступил на аспирантуру там же. В 1956 году устроился на работу в ГБЛ, где он заведовал сектором литературы и искусства отдела рекомендательной библиографии вплоть до 1962 года. В 1962 году перешёл на работу в МГИК, где был избран на должность декана библиотечного факультета заочного отделения, далее заведовал кафедрами отраслевой библиографии , отраслевой библиографии информационно-библиографических ресурсов, отраслевой библиографии информационно-аналитической деятельности вплоть до 2000 года, после чего ушёл на пенсию.
Скончался в июле 2006 года.
Внук - Зубов Юрий Сергеевич.
Племянница - Тулубьева Ирина Юрьевна.

## Научные работы
Основные научные работы посвящены теоретическим проблемам общей и отраслевой библиографии, а также информационной культуры личности и общества. Автор свыше 150 научных работ.
- Участвовал в теоретическом обосновании и создании системы рекомендательных пособий эстетического комплекса.